# کاج (گروه موسیقی)
کاج (به انگلیسی: KAJ) گروه موسیقی فنلاندی-سوئدی است.
آن‌ها نماینده سوئد در یوروویژن ۲۰۲۵ هستند.